# Повне дихання (фільм)
«Повне дихання» (рос. «Полное дыхание») — російський художній фільм 2007 року режисера Валерія Пендраковського.

## Сюжет
Рибальське селище під Керчю колись було квітучим, але згодом занепало. Прибулі з Москви відпускники, люди цілком успішні, здаються місцевим прибульцями з іншого світу.
Ірина, власниця фірми, і її молодий коханець Костя приїжджають до цього селища тому, що з ним у Кості пов'язані дитячі спогади. Колись він дружив з дівчинкою Катею, яка не тільки не забула його, але всі ці 10 років сподівалася на повернення свого «казкового принца»…

## У ролях
- Тетяна Лютаєва
- Дмитро Ісаєв
- Наталя Єгорова
- Катерина Вилкова
- Ігор Ліфанов

## Творча група
- Сценарій: Анна Пендраковська, Юрій Рогозін, Ольга Шевченко
- Режисер: Валерій Пендраковський
- Оператор: Григорій Яблочников
- Композитор: Гія Канчелі